# Liste des œuvres de Fritz von Uhde
Cet article recense les œuvres du peintre et dessinateur allemand Fritz von Uhde.
En 1908, Hans Rosenhagen a dénombré 285 œuvres. 78 avaient un contenu religieux (14 en lien avec l'Ancien Testament et 64 avec le Nouveau Testament), 10 évoquent l'histoire ou la mythologie, 101 sont des scènes vivantes (36 en intérieur et  47 en plein air). 55 sont des personnages seuls (24 hommes, 17 femmes et 14 enfants) et 22 sont des portraits.
Liste non exhaustive d'œuvres par ordre chronologique. 

## Liste

### Peintures
| Tableau                              | Titre traduit                               | Titre original                               | Date      | Dimensions (cm) | Technique        | Lieu                                           | Ville     | Pays      | Notes |
| ------------------------------------ | ------------------------------------------- | -------------------------------------------- | --------- | --------------- | ---------------- | ---------------------------------------------- | --------- | --------- | ----- |
|                                      | Départ                                      | Abschied                                     | 1869      |                 | Huile sur toile  |                                                |           |           |       |
|                                      | Retour                                      | Heimkehr                                     | 1869      |                 | Huile sur toile  |                                                |           | Allemagne |       |
|                                      | Combat près de Sedan                        | Schlacht bei Sedan                           | 1872      |                 | Huile sur toile  |                                                |           | Allemagne |       |
|                                      | Sur le Parkmauer                            | An der Parkmauer                             | 1874      |                 | Huile sur toile  |                                                |           | Allemagne |       |
|                                      | Cavalier autrichien                         | Österreichischer Reiter                      | 1874      |                 | Huile sur toile  |                                                |           |           |       |
|                                      | Dans le jardin du cloître                   | Im Klostergarten                             | 1875      |                 | Huile sur toile  |                                                |           | Allemagne |       |
|                                      | Siesta                                      | Siesta                                       | 1876      |                 | Huile sur toile  |                                                |           | Allemagne |       |
|                                      | Nuit de Walpurgis                           | Walpurgisnacht                               | 1876      |                 | Huile sur toile  |                                                |           | Allemagne |       |
|                                      | Bachantin                                   | Bachantin                                    | 1876      |                 | Huile sur toile  |                                                |           | Allemagne |       |
|                                      | Revanche                                    | Revanche                                     | 1875      |                 | Huile sur toile  |                                                |           | Allemagne |       |
|                                      | Attaque du régiment Plotho à Vienne en 1683 | Angriff des Regiments Plotho bei Wien 1683   | 1879      |                 | Huile sur toile  |                                                |           | Allemagne |       |
|                                      | La chanteuse                                | Die Chanteuse                                | 1880      |                 | Huile sur toile  |                                                |           | Allemagne |       |
|                                      | Concert familial                            | Familienkonzert                              | 1880      |                 | Huile sur toile  |                                                |           | Allemagne |       |
|                                      | Dans l'atelier (l'artiste avec sa femme)    | Im Atelier (Der Künstler mit seiner Gattin   | 1881      |                 | Huile sur toile  |                                                |           | Allemagne |       |
|                                      | Tête de jeune fille                         | Mädchenkopf                                  | 1882      |                 | Huile sur toile  |                                                |           | Allemagne |       |
| A la maison de retraite de Zandvoort | Im Alteleutehaus zu Zandvoort               | Mädchenkopf                                  | 1882      | 45,0 * 56,0     | Huile sur toile  |                                                |           | Allemagne |       |
|                                      | Enfants de pêcheurs à Zandvoort             | Fischerkinder in Zandvoort                   | 1882      |                 | Huile sur toile  |                                                |           | Allemagne |       |
|                                      | Joueur d'orgue de barbarie                  | Leierkastenmann'                             | 1883      |                 | Huile sur toile  |                                                |           | Allemagne |       |
|                                      | L'exercice de tambour des soldats bavarois  | Die Trommelübung bayerischer Soldaten        | 1883      |                 | Huile sur toile  |                                                |           | Allemagne |       |
|                                      | Le Christ et les enfants                    | Christus und die Kinder                      | 1884      |                 | Huile sur toile  |                                                |           | Allemagne |       |
|                                      | Couturières hollandaises                    | Holländische Näherinnen                      | 1885      |                 | Huile sur toile  |                                                |           | Allemagne |       |
|                                      | La grande sœur                              | Die grosse Schwester                         | vers 1885 | 48,5 * 33       | Huile sur toile  | Städtische Galerie                             | Munich    | Allemagne |       |
|                                      | L'arrivée du joueur d'orgue de barbarie     | Die Ankunft des Leierkastenmanns             | 1883      |                 | Huile sur toile  |                                                |           | Allemagne |       |
|                                      | Joueur d'orgue de barbarie à Zandvoort      | ''Leierkastenmann in Zandvoort               | 1883      |                 | Huile sur toile  |                                                |           | Allemagne |       |
|                                      | Dans la fraîcheur de l'été                  | In der Sommerfrische                         | 1885      |                 | Huile sur toile  |                                                |           | Allemagne |       |
|                                      | Venez Jesus, soyez notre hôte               | Komm, Herr Jesu, sei unser Gast (Tischgebet) | 1885      |                 | Huile sur toile  | Neue Nationalgalerie                           | Berlin    | Allemagne |       |
|                                      | Le repas du soir                            | Das Abendmahl                                | 1886      |                 | Huile sur toile  |                                                |           | Allemagne |       |
|                                      | L'éplucheuse de pommes de terre             | Die Kartoffelschälerin                       | 1886      | 33,5 * 45,5     | Huile sur toile  |                                                |           | Allemagne |       |
|                                      | Biergarten près de Dachau                   | Biergarten bei Dachau                        | 1888      |                 | Huile sur toile  | Städtische Galerie im Lenbachhaus und Kunstbau | Munich    | Allemagne |       |
|                                      | Chant de l'ange                             | Gesang der Engel                             | 1888      | 49,0 *134,0     | Huile sur toile  |                                                |           | Allemagne |       |
|                                      | La chambre d'enfant                         | Die Kinderstube                              | 1889      | 110,7 *138,5    | Huile sur toile  | Kunsthalle                                     | Hambourg  | Allemagne |       |
|                                      | Petite princesse de la lande                | Heideprinzesschen                            | 1889      |                 | Huile sur toile  | Städtischen Galerie im Lenbachaus und Kunstbau | Munich    | Allemagne |       |
|                                      | Les glaneurs                                | Die Ährenleser                               | 1889      |                 | Huile sur toile  | Neue Pinakothek                                | Munich    | Allemagne |       |
|                                      | Grandes duchesses                           | Grandes duchesses                            | 1889      |                 | Huile sur toile  |                                                |           | Allemagne |       |
|                                      | Dur chemin                                  | Schwerer Gang                                | 1890      | 117,0 x 127,0   | Huile sur toile  | Neue Pinakothek                                | Munich    | Allemagne |       |
|                                      | Le matin                                    | Am Morgen                                    | 1890      | 111,0 x 91,0    | Huile sur toile  |                                                |           | Allemagne |       |
|                                      | Couturière à la fenêtre                     | Näherinn am Fenster                          | 1890      | 65,0 * 80,0     | Huile sur toile  |                                                |           | Allemagne |       |
|                                      | Enfant jouant                               | Spielender Knabe                             | 1890      | 37,5 x 46,0     | Huile sur toile  |                                                |           | Allemagne |       |
|                                      | Max Liebermann                              | Max Liebermann                               | 1891      |                 | Huile sur toile  |                                                |           | Allemagne |       |
|                                      | Soir d'hiver                                | Winterabend                                  | 1891      |                 | Huile sur toile  |                                                |           | Allemagne |       |
|                                      | La vieille couturière                       | Die alte Näherin                             | 1891      | 43,0 * 61,5     | Huile sur toile  |                                                |           | Allemagne |       |
|                                      | La fille de l'artiste                       | Die Töchter des Künstlers                    | 1896      |                 | Huile sur toile  |                                                |           | Allemagne |       |
|                                      | Autoportrait                                | Selbstportrait                               | 1896      |                 |                  |                                                |           | Allemagne |       |
|                                      | Dans le jardin                              | Im Garten                                    | 1901      | 152,0 * 137,0   |                  |                                                |           | Allemagne |       |
|                                      | Jeune fille lisant                          | Lesendes Mädchen                             | 1902      | 65,0 * 54,5     | Huile sur toile  | Neue Pinakothek                                | Munich    | Allemagne |       |
|                                      | Ange                                        | Engel                                        | 1902      | 66,8 * 50,7     | Huile sur carton | Neue Pinakothek                                | Munich    | Allemagne |       |
|                                      | Nuit calme, nuit sainte                     | Stille Nacht, heilige Nacht                  | 1903      |                 | Huile sur toile  |                                                | Allemagne |           |       |
|                                      | Musique du soir                             | Abendmusik                                   | 1904      |                 |                  |                                                |           | Allemagne |       |
|                                      | Autoportrait                                | Selbstportrait                               | 1904      |                 |                  |                                                |           | Allemagne |       |
|                                      | Deux jeunes filles dans le jardin           | Zwei Mädchen im Garten                       | 1907      |                 |                  |                                                |           | Allemagne |       |
|                                      | Dans le soleil d'automne                    | In der Herbstsonne''                         | 1907      | 91,0 *70,0      |                  |                                                |           | Allemagne |       |